# Stazione di Piena
La stazione di Piena è una stazione ferroviaria dismessa della ferrovia Cuneo-Ventimiglia situata nella frazione Piena Bassa (Piène-Basse) del comune francese di Breglio.
L'impianto, allora il primo in territorio italiano della sezione sud della Cuneo-Ventimiglia, venne aperto nel 1928 col ruolo di stazione di frontiera e restò in esercizio fino al 12 settembre 1944, quando l'esercito tedesco in ritirata dalla bassa valle Roia distrusse buona parte dei viadotti e svariate gallerie tra Ventimiglia e Breglio.
La stazione restò di competenza delle Ferrovie dello Stato (FS) fino al 15 settembre 1947 e passò in carico alla Societé Nationale des Chemins de fer Français (SNCF) il giorno successivo quando le frazioni di Piena e Libri vennero scorporate dal comune di Olivetta San Michele in provincia di Imperia, diventando territorio francese in forza del trattato di pace con la Francia.
I treni ripresero a transitare nella stazione di Piena il 6 ottobre 1979, giorno dell'inaugurazione della Cuneo-Ventimiglia ricostruita, ma perduta la funzione di stazione di frontiera, principale ragione della sua esistenza iniziale, l'impianto non venne riaperto all'esercizio.

## Storia

### Le fasi realizzative
La stazione ferroviaria di Piena venne realizzata nei pressi del posto di frontiera stradale di Piena Bassa, situato nelle gole del Roia al di sotto del centro abitato di Piena.

Nonostante si prevedesse uno scarso traffico locale a causa della distanza dal paese, collegato alla stazione con una mulattiera che superava un dislivello di circa 380 m, questa stazione venne dotata di tre binari passanti e di un fabbricato viaggiatori a tre piani in cui trovavano posto gli uffici della polizia di frontiera e gli alloggi per il personale, a cui si aggiunse, poco prima dell'apertura all'esercizio, un secondo fabbricato ad uso doganale comprendente ulteriori alloggi.

La stazione sorse in una parte così angusta della valle, che fu necessario realizzare con la sagoma a doppio binario il portale della galleria «Fromentino» per alloggiarci il deviatoio di ingresso lato sud, mentre i fabbricati, non essendoci spazio sufficiente sulla piattaforma ferroviaria, dovettero essere edificati su una robusta galleria artificiale costruita a cavallo della strada statale 20 qualche centinaio di metri a sud del confine francese, che attraversava allora la ferrovia sull'arco mediano del «Ponte Rio» (in francese Pont de Riou).
Il binario tra Airole e Piena fu posato nel giugno 1915, ma l'esercizio ferroviario, attivato il 16 maggio 1914 tra Ventimiglia e Airole, continuò a rimanere limitato a quest'ultima stazione. Alla fine del 1915, constatato l'abbandono dei lavori da parte francese a causa della prima guerra mondiale, lo Stato Maggiore italiano requisì le rotaie inutilizzate della sezione Airole-Piena, facendole rimuovere per reimpiegarle al fronte.
Alla fine della guerra la Francia riprese quasi subito i lavori per cercare di colmare il pesantissimo ritardo che aveva accumulato sia sulla Nizza-Breglio che sul tratto tra le due frontiere della Cuneo-Ventimiglia, mentre l'Italia, che aveva quasi completato già prima della guerra i lavori sulle sezioni nord e sud in territorio italiano, si mise in attesa.

L'unica attività di rilievo avvenne a seguito di una lettera del 18 giugno 1920, con cui l'impresa «Mercier», impegnata nei cantieri in territorio francese della Cuneo-Ventimiglia/Nizza, chiese al ministro italiano dei lavori pubblici il ripristino del binario della «Airole-confine sud», proponendo dal canto suo l'accelerazione dei lavori nel tratto fino a Breglio. La richiesta, appoggiata da Parigi, si concretizzò il 30 gennaio 1922 con l'unione delle rotaie al confine italo-francese posto all'uscita della stazione di Piena sul «Ponte Rio», permettendo all'impresa di ricevere direttamente per ferrovia, da Nizza via Ventimiglia, i materiali necessari alla sua attività.

La presenza del binario provvisorio a Breglio ne spinse poi il consiglio municipale a votare, il 16 luglio successivo, una mozione volta a ottenere la «messa in servizio immediata della Ventimiglia-Breglio», ma la richiesta non fu accolta.
I lavori di finitura in territorio italiano ripresero verso la fine del 1927, quando si stavano avviando finalmente alla conclusione le realizzazioni in territorio francese

Il 16 novembre 1927 una locomotiva e una carrozza di prima classe delle FS trasportarono nove tecnici italiani e due direttori dei lavori francesi da Ventimiglia e Breglio per effettuare il sopralluogo delle installazioni di segnalamento e telecomunicazioni..

La stazione fu infine completata nell'estate 1928 con la costruzione di un secondo fabbricato a tre piani con magazzino e uffici doganali ed ulteriori alloggi.
Il 30 settembre 1928 la stazione di Piena fu inaugurata con la Cuneo-Ventimiglia. I treni ufficiali italiani e francesi giunti a Breglio nella mattinata vennero fusi in un solo convoglio che ripartì alla volta di Ventimiglia alle 15:30. Poco dopo venne accolto al suo ingresso nella provincia di Imperia dal prefetto Farina, giunto a Piena in automobile.
Il piazzale della stazione fu equipaggiato con la linea di contatto bifilare in occasione dell'elettrificazione in corrente alternata trifase a 3,6 kV-16⅔ Hz delle tratte Cuneo Gesso-San Dalmazzo di Tenda e Piena-Ventimiglia, che vennero esercite a trazione elettrica a partire dal 15 maggio 1931. Per sistemare il fabbricato della sottostazione elettrica che alimentava la linea aerea fu ricavato un terrapieno lungo il Roia mediante un muro di sottoscarpa per il contenimento del materiale di riempimento.

A causa di un veto imposto dallo stato maggiore francese non fu inizialmente possibile elettrificare la tratta intermedia oltre frontiera e la stazione di Piena divenne sede di cambio trazione assieme a quella di San Dalmazzo di Tenda. Per ovviare alla mancanza della piattaforma girevole, fu necessario ricorrere all'uso di locotender Gruppo 940 che non richiedevano la giratura. Superate le paure dei militari francesi, che si resero conto che una linea a trazione elettrica era molto più vulnerabile di quella a vapore in caso di conflitto, l'elettrificazione col sistema trifase venne estesa alla parte mancante, che fu messa sotto tensione il 21 aprile 1935.

### Le vicende belliche e la cessione alla Francia

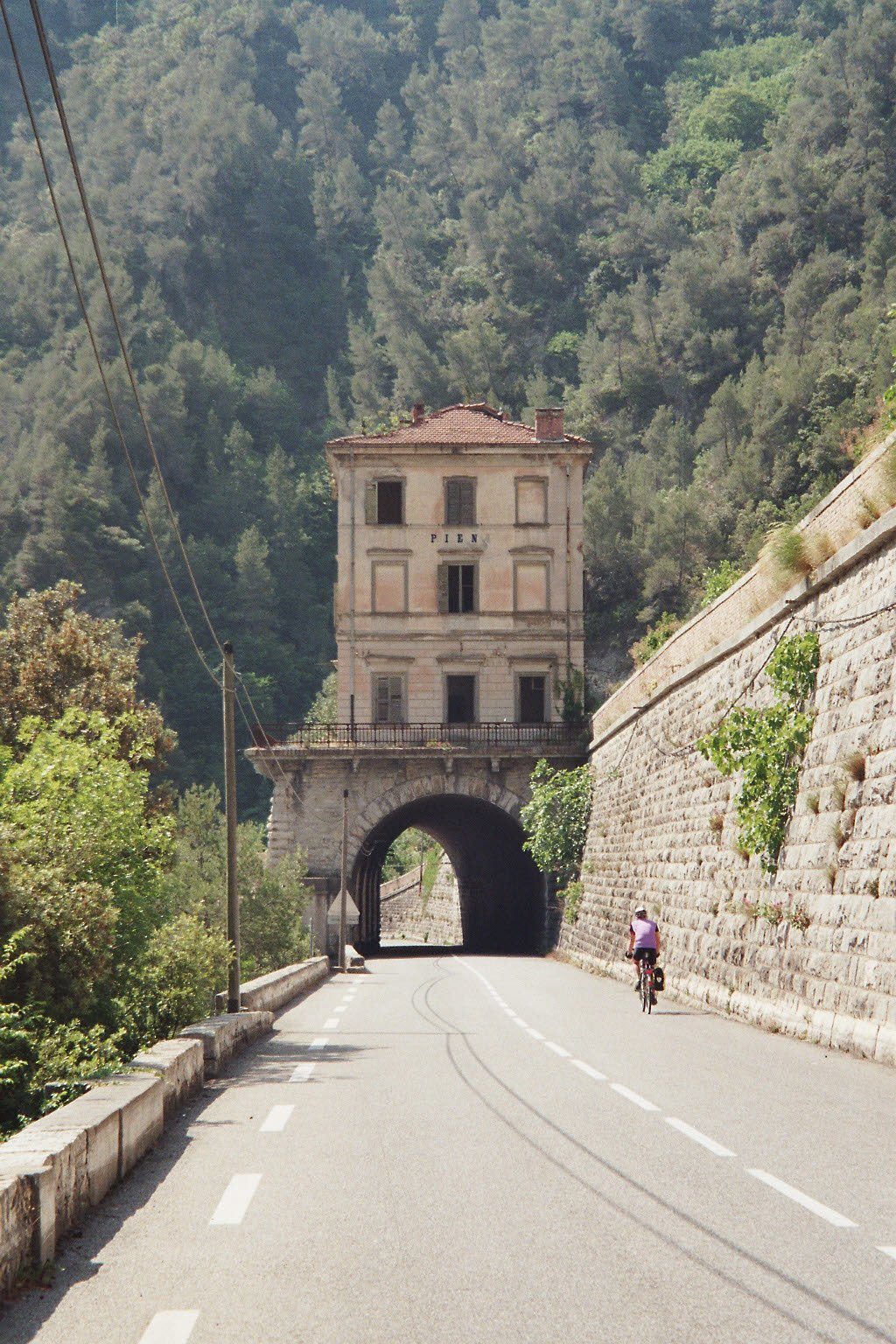
La stazione di Piena. Sulla parete del fabbricato viaggiatori si può notare la scritta «PIENA» con la «A» rimossa dopo l'annessione alla Francia

Dopo la dichiarazione di guerra da parte dell'Italia, i ferrovieri delle FS in servizio a Breglio lasciarono la stazione nelle prime ore del mattino dell'11 giugno 1940, dirigendosi a Piena a bordo di un carrello di servizio. Successivamente il capo stazione di Breglio provvide alla rimozione di due spezzoni di rotaia alla frontiera sud sul «Ponte Rio». Nella stessa notte i genieri del 15º Corpo d'armata francese interruppero le comunicazioni ferroviarie con l'Italia facendo saltare il ponte di Saorgio, tra Breglio e Fontan-Saorgio sulla Cuneo-Ventimiglia, e i viadotti «Bassera» e «Bevera», tra Breglio e Sospello sulla Breglio-Nizza.
Una delle prime preoccupazioni della commissione che si instaurò dopo l'armistizio italo-francese del 24 giugno 1940 fu il ripristino della rete ferroviaria. All'inizio di agosto venne dunque intrapresa la ricostruzione delle opere distrutte e il 28 novembre 1940, dopo il completamento del ripristino del ponte di Saorgio, venne finalmente ristabilita la continuità della Cuneo-Ventimiglia..
Con l'armistizio separato firmato l'8 settembre 1943 da Badoglio la valle Roia precipitò nel caos e visse la progressiva occupazione da parte dell'esercito tedesco.

Per non rimanere insaccati dall'avanzata americana, il 12 settembre 1944 i tedeschi abbandonarono parzialmente la bassa valle Roia distruggendo sistematicamente i più importanti viadotti e gallerie italiani tra Ventimiglia e Piena, la sottostazione elettrica di Piena e la galleria francese «Cottalorda» tra Piena e Breglio, isolando così completamente la stazione dalla rete ferroviaria.
Nel dopoguerra le FS intrapresero la ricostruzione della parte di loro competenza della Cuneo-Ventimiglia (tratte «Cuneo-San Dalmazzo di Tenda-Confine nord» e «Confine sud-Piena-Ventimiglia»), cominciando da nord e raggiungendo la stazione di Vievola il 22 dicembre 1946, dove si arrestarono perché era già nell'aria la cessione di Tenda e Briga Marittima alla Francia, che venne sancita con la firma del trattato di pace del 10 febbraio 1947.

Con lo stesso trattato la Francia ottenne anche i territori delle frazioni Piena e Libri del comune di Olivetta San Michele, che divennero francesi dalla mezzanotte del 15 settembre 1947. Dal giorno successivo la stazione di Piena, in discrete condizioni ma inutilizzabile per le distruzioni della linea a monte e a valle, passò in carico alla SNCF.

### La ricostruzione della Cuneo-Ventimiglia e la soppressione della stazione
Il nuovo confine in valle Roia fu un forte ostacolo per la ricostruzione della Cuneo-Ventimiglia, la cui parte francese non venne ripristinata nonostante le promesse fatte alle popolazioni di Tenda e Briga Marittima in vista del plebiscito che avrebbe sancito il loro passaggio alla Francia.
Dopo decenni di reiterate richieste da parte delle popolazioni dei comuni italiani e francesi attraversati dalla linea e di disinteresse da parte dei rispettivi governi, la situazione si sbloccò il 24 giugno 1970 con la firma di una convenzione italo-francese per la ricostruzione della ferrovia, ma per il ripristino del tratto in territorio transalpino fu necessario attendere fino al 1º febbraio 1976, data ufficiale di inizio dei lavori.
A partire dall'aprile 1976 vennero rimossi dal piazzale i binari e i pali e le mensole della linea aerea trifase. 
Il nuovo binario raggiunse Piena il 13 febbraio 1979, ma la sua sorte era ormai segnata dalla storia: venendole a mancare il ruolo di stazione di frontiera dopo lo spostamento del confine nel 1947, nulla più giustificava il ripristino di un impianto situato in un luogo isolato e distante dagli abitati di Piena Alta e Libri e la sua definitiva soppressione fu ineluttabile.
Dopo la riapertura all'esercizio commerciale della Cuneo-Ventimiglia, avvenuto il 7 ottobre 1979, i treni ripresero dunque a transitare senza arrestarsi in stazione. Tuttavia un crollo della carreggiata della strada nazionale 204 verificatosi il 7 gennaio 1980 qualche centinaio di metri a monte della stazione, obbligò al ripristino dell'arresto dei treni fino all'inizio del mese marzo dello stesso anno per garantire l'accesso al posto di frontiera di Piena Bassa e alla frazione Libri rimasti isolati dalla rete stradale francese.

### La stazione oggi
La stazione, essendo stata di competenza delle Ferrovie dello Stato fino al 1947 e subito dopo abbandonata, mantiene sul suo fabbricato ancora tutte le scritte in italiano.

## Strutture e impianti
Stazione su linea a semplice binario alla quota di 226,50 m s.l.m., in origine primo impianto italiano della tratta sud della Cuneo-Ventimiglia.
La caratteristica più appariscente della stazione di Piena è la robusta galleria artificiale costruita a cavallo della strada statale 20 sulla quale vennero eretti, per mancanza di spazio, i fabbricati di stazione. Il suo carattere di semi internazionalità fece sì che venisse dotata di un fabbricato viaggiatori a tre piani con gli uffici della polizia di frontiera e gli alloggi per il personale e di un secondo fabbricato a tre piani con magazzino e uffici doganali ed ulteriori alloggi.

### Configurazione del piazzale
La stazione era dotata inizialmente di tre binari passanti. Vincoli di spazio imposti dalla ristrettezza della gola in cui venne costruito l'impianto, resero necessaria l'adozione della sagoma a doppio binario per il portale della galleria «Fromentino», che sboccava direttamente in stazione, per alloggiarci il deviatoio di ingresso lato sud e un tronchino di sicurezza.
Alla riapertura della Cuneo-Ventimiglia, inaugurata il 6 ottobre 1979, venne ripristinato un solo binario passante, sfruttando il piazzale della stazione abbandonata per ottenere un tracciato che permettesse la velocità di 80 km/h.

### Impianti di segnalamento e sicurezza
La protezione della stazione di Piena era inizialmente affidata al segnalamento semaforico FS, composto da segnali di 1ª categoria preceduti da segnali di avviso.
Con la soppressione della stazione alla riapertura della Cuneo-Ventimiglia nel 1979, i segnali non vennero ripristinati, riducendo ad una le due sezioni di blocco originarie Breglio-Piena e Piena-Airole.

### Installazioni elettriche di trazione
Il piazzale di Piena venne equipaggiato col sistema a corrente alternata trifase a 3,6 kV 16⅔ Hz, che venne messo sotto tensione il 15 maggio 1931 assieme alle tratte italiane della Cuneo-Ventimiglia tra Cuneo Gesso e San Dalmazzo di Tenda e tra Piena e Ventimiglia. La trazione elettrica venne poi estesa alla tratta francese fra le due frontiere il 21 aprile 1935, garantendo così la continuità su tutta la linea.
Ne pressi della stazione di Piena venne realizzata una sottostazione elettrica (SSE) in grado di fornire l'energia di trazione alle tratte di linea:
- San Dalmazzo di Tenda-Piena, comprendente la parte di linea in territorio francese, assieme alla SSE di San Dalmazzo di Tenda;
- Piena-Ventimiglia, assieme alla SSE di Ventimiglia.[19][21]

I resti dei pali e delle mensole della linea aerea trifase vennero rimossi dal piazzale a partire dall'aprile 1976.
Per il mancato ripristino della trazione elettrica alla riapertura della Cuneo-Ventimiglia nel 1979, la SSE di Piena rimase nello stato di abbandono in cui si trovava alla fine della guerra. Fu però uno dei rari fabbricati fuori uso che non vennero demoliti durante i lavori di ricostruzione, per consentirne un eventuale reimpiego futuro.